# ارهارد احمان
ارهارد احمان (انگلیسی: Erhard Ahmann; ۲۱ مهٔ ۱۹۴۱ – ۱۴ دسامبر ۲۰۰۵) بازیکن فوتبال اهل آلمان بود.